# 디지 리드
디지 리드(Dizzy Reed, 1963년 6월 18일 ~ )는 미국의 키보디스트로, 건즈 앤 로지스의 일원으로 활동하고 있다.